# Laminiturri
Laminiturri es una asociación cultural alrededor del euskera, creada en 1996 en Logroño (La Rioja, España).
Esta asociación tiene como objetivo difundir el euskera e investigar los indicios de la lengua vasca en La Rioja. El nombre proviene de un manantial situado en Ojacastro . Entre otras cosas, en Logroño y en Nájera, ha organizado clases para enseñar el euskera.